# Uptown Girls
Uptown Girls is een film uit 2003 onder regie van Boaz Yakin.

## Verhaal
Molly Gunn's (Murphy) leven bestaat uit lol maken en rock-'n-roll. Haar geld krijgt ze van anderen, dus ze is ook erg onverantwoordelijk. Alles verandert wanneer ze geen geld meer krijgt en moet gaan werken. Uiteindelijk krijgt ze een baan: Ze wordt de babysitter van Lorraine 'Ray' Schleine (Fanning). Ray is ondanks haar leeftijd het tegenovergestelde van Molly: Ze is erg verantwoordelijk en leeft heel serieus.

## Rolbezetting
| Acteur           | Personage               |
| ---------------- | ----------------------- |
| Brittany Murphy  | Molly Gunn              |
| Dakota Fanning   | Lorraine "Ray" Schleine |
| Marley Shelton   | Ingrid                  |
| Donald Faison    | Huey                    |
| Jesse Spencer    | Neal Fox                |
| Austin Pendleton | Mr. McConkey            |
| Heather Locklear | Roma Schleine           |
| Pell James       | Julie                   |
| Wynter Kullman   | Holly                   |
| Amy Korb         | Kelli                   |